# Euselasia melaphaea
Euselasia melaphaea is een vlindersoort uit de familie van de prachtvlinders (Riodinidae), onderfamilie Euselasiinae.
Euselasia melaphaea werd in 1823 beschreven door Hübner.